# 望兽

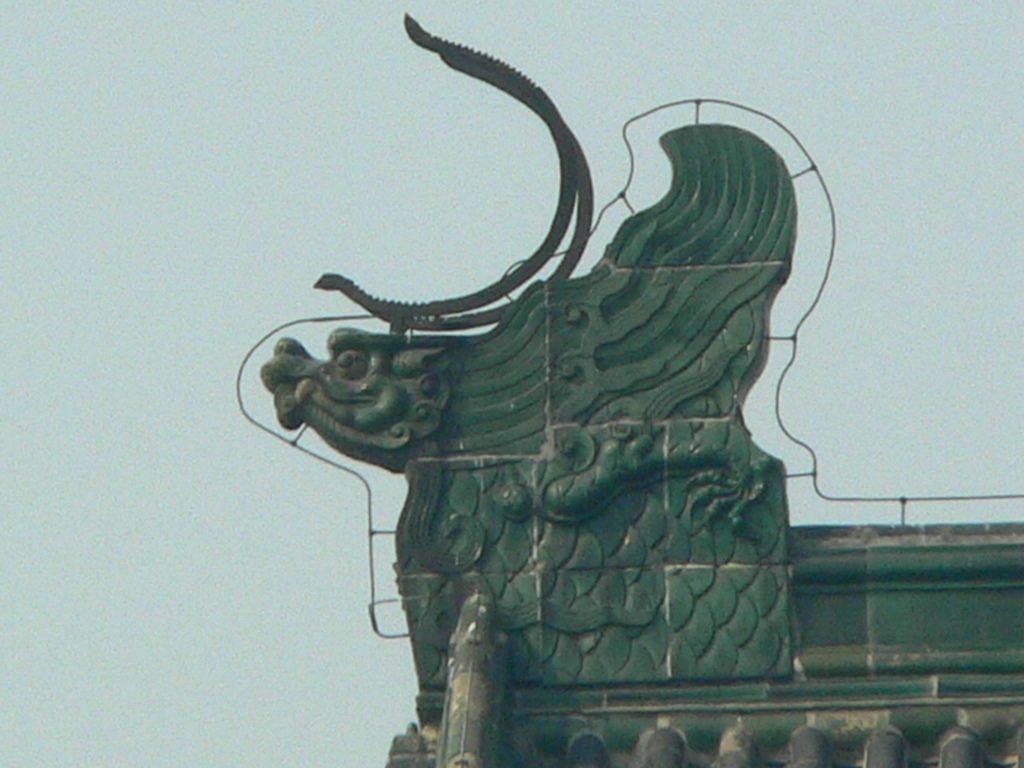
北京鼓楼上的望兽（位于正脊左端）

望兽是東亞傳統建筑的一种屋脊饰件，位于房屋正脊的顶端。和吻兽朝内吞脊不同，望兽的兽头向外望去，故称望兽。
望兽的等级不如吻兽，常用于城墙上的城楼、铺房，例如北京鼓楼、正阳门城楼和箭楼、德胜门箭楼、北京国子监正脊上均用望兽。